# Store Rørbæk
Store Rørbæk – miasto w Danii, w regionie Stołecznym, w gminie Frederikssund.